# Opodeldok
Opodeldok (Linimentum opodeldoc) är en genomskinlig, vid kroppsvärme smältande massa bestående av natrontvål, sprit, kamfer, rosmarinolja, tymol och ammoniak.
Opodeldok har mycket gamla anor som läkemedel, och har in i modern tid brukats till ingnidning vid gikt och reumatiska smärtor. För samma bruk användes även flytande opodeldok, en blandning av tvålliniment, ammoniak och timjanolja.